# Сарганівський ліс (заповідне урочище)
Сарга́нівський Ліс — заповідне урочище місцевого значення в Україні. Об'єкт розташований на території Кропивницького району Кіровоградської області, на південь від села Високі Байраки. 
Площа 10 га. Статус присвоєно згідно з рішенням Кіровоградської обласної рад від 28.01.2001 року № 166. Перебуває у віданні ДП «Компаніївський лісгосп» (Кіровоградське лісництво, кв. 45, вид. 8). 
Статус присвоєно для збереження частини лісового масиву (ясен, клен), що зростає на схилі глибокої балки. У трав'яному покриві переважають зірочник ланцетолистий, яглиця звичайна. Трапляються популяції реліктового виду — шоломниці високої.